# Fakhreddine Ben Youssef
Fakhreddine Ben Youssef (Tunisi, 21 giugno 1991) è un calciatore tunisino, attaccante dell'Al-Masry.

## Carriera

### Club
Muove i suoi primi passi nel settore giovanile dello Sfaxien. Il 5 gennaio 2015 passa al Metz insieme al connazionale Ferjani Sassi, firmando un contratto valido fino al 2018. Esordisce in Ligue 1 il 18 aprile contro il Lens, subentrando all'81' al posto di Modibo Maïga. L'11 luglio firma un triennale con l'Espérance. A giugno 2016, durante una sessione di allenamento, subisce un grave infortunio al ginocchio che lo tiene fermo sei mesi.
Il 31 gennaio 2018 viene acquistato dall'Al-Ettifaq, in Arabia Saudita, con cui mette a referto un assist e 4 reti in 8 apparizioni. La stagione successiva subisce un calo, che lo relega ai margini del progetto tecnico.
Dopo sei mesi di inattività, il 22 gennaio 2020 si accorda a parametro zero con l'Ismaily, in Egitto. Il 9 settembre 2021 viene tesserato dal Pyramids a parametro zero.

### Nazionale
Esordisce in nazionale il 16 ottobre 2012 contro l'Egitto in amichevole.

## Statistiche

### Presenze e reti nei club
Statistiche aggiornate al 14 dicembre 2023.
| Stagione          | Squadra           | Campionato        | Campionato | Campionato | Coppe nazionali | Coppe nazionali | Coppe nazionali | Coppe continentali | Coppe continentali | Coppe continentali | Altre coppe | Altre coppe | Altre coppe | Totale | Totale |
| Stagione          | Squadra           | Comp              | Pres       | Reti       | Comp            | Pres            | Reti            | Comp               | Pres               | Reti               | Comp        | Pres        | Reti        | Pres   | Reti   |
| ----------------- | ----------------- | ----------------- | ---------- | ---------- | --------------- | --------------- | --------------- | ------------------ | ------------------ | ------------------ | ----------- | ----------- | ----------- | ------ | ------ |
| 2011-2012         | Sfaxien           | L1                | 14         | 3          | CT              | 1               | 0               | -                  | -                  | -                  | -           | -           | -           | 15     | 3      |
| 2012-2013         | Sfaxien           | L1                | 14+6       | 1          | CT              | 0               | 0               | CC                 | 4                  | 0                  | -           | -           | -           | 24     | 1      |
| 2013-2014         | Sfaxien           | L1                | 26         | 4          | CT              | 4               | 0               | CCL                | 11                 | 4                  | SA          | 1           | 1           | 42     | 9      |
| 2014-gen. 2015    | Sfaxien           | L1                | 13         | 5          | CT              | 0               | 0               | CCL                | 0                  | 0                  | -           | -           | -           | 13     | 5      |
| Totale Sfaxien    | Totale Sfaxien    | Totale Sfaxien    | 67+6       | 13         |                 | 5               | 0               |                    | 15                 | 4                  |             | 1           | 1           | 94     | 18     |
| gen.-giu. 2015    | Metz              | L1                | 6          | 0          | CF+CdL          | 0               | 0               | -                  | -                  | -                  | -           | -           | -           | 6      | 0      |
| 2015-2016         | Espérance         | L1                | 19         | 8          | CT              | 2               | 1               | CC                 | 1                  | 0                  | -           | -           | -           | 22     | 9      |
| 2016-2017         | Espérance         | L1                | 1+9        | 1+4        | CT              | 2               | 0               | CCL                | 10                 | 1                  | -           | -           | -           | 22     | 6      |
| 2017-gen. 2018    | Espérance         | L1                | 12         | 4          | CT              | 0               | 0               | CCL                | 0                  | 0                  | -           | -           | -           | 12     | 4      |
| Totale Espérance  | Totale Espérance  | Totale Espérance  | 32+9       | 13+4       |                 | 4               | 1               |                    | 11                 | 1                  |             | -           | -           | 56     | 19     |
| gen.-giu. 2018    | Al-Ettifaq        | SPL               | 8          | 4          | KCC             | -               | -               | -                  | -                  | -                  | -           | -           | -           | 8      | 4      |
| 2018-2019         | Al-Ettifaq        | SPL               | 19         | 1          | KCC             | 2               | 2               | -                  | -                  | -                  | -           | -           | -           | 21     | 3      |
| Totale Al-Ettifaq | Totale Al-Ettifaq | Totale Al-Ettifaq | 27         | 5          |                 | 2               | 2               |                    | -                  | -                  |             | -           | -           | 29     | 7      |
| gen.-giu. 2020    | Ismaily           | PL                | 4          | 2          | CE              | 1               | 0               | ACC                | 3                  | 1                  | -           | -           | -           | 8      | 3      |
| 2020-2021         | Ismaily           | PL                | 30         | 11         | CE              | 1               | 0               | -                  | -                  | -                  | -           | -           | -           | 31     | 11     |
| Totale Ismaily    | Totale Ismaily    | Totale Ismaily    | 34         | 13         |                 | 2               | 0               |                    | 3                  | 1                  |             | -           | -           | 39     | 14     |
| 2021-2022         | Pyramids          | PL                | 23         | 3          | CE+CE           | 2+5             | 1+1             | CC                 | 4                  | 0                  | -           | -           | -           | 34     | 5      |
| 2022-2023         | Pyramids          | PL                | 22         | 4          | CE              | 2               | 1               | CC                 | 8                  | 6                  | SE          | 1           | 0           | 33     | 11     |
| Totale Pyramids   | Totale Pyramids   | Totale Pyramids   | 45         | 7          |                 | 9               | 3               |                    | 12                 | 6                  |             | 1           | 0           | 67     | 16     |
| 2023-2024         | Al-Masry          | PL                | 7          | 1          | CE              | 0               | 0               | -                  | -                  | -                  | -           | -           | -           | 7      | 1      |
| Totale carriera   | Totale carriera   | Totale carriera   | 233        | 56         |                 | 24              | 7               |                    | 41                 | 12                 |             | 2           | 1           | 300    | 76     |

### Cronologia presenze e reti in nazionale
| Cronologia completa delle presenze e delle reti in nazionale ― Tunisia | Cronologia completa delle presenze e delle reti in nazionale ― Tunisia | Cronologia completa delle presenze e delle reti in nazionale ― Tunisia | Cronologia completa delle presenze e delle reti in nazionale ― Tunisia | Cronologia completa delle presenze e delle reti in nazionale ― Tunisia | Cronologia completa delle presenze e delle reti in nazionale ― Tunisia | Cronologia completa delle presenze e delle reti in nazionale ― Tunisia | Cronologia completa delle presenze e delle reti in nazionale ― Tunisia |
| Data                                                                   | Città                                                                  | In casa                                                                | Risultato                                                              | Ospiti                                                                 | Competizione                                                           | Reti                                                                   | Note                                                                   |
| ---------------------------------------------------------------------- | ---------------------------------------------------------------------- | ---------------------------------------------------------------------- | ---------------------------------------------------------------------- | ---------------------------------------------------------------------- | ---------------------------------------------------------------------- | ---------------------------------------------------------------------- | ---------------------------------------------------------------------- |
| 16-10-2012                                                             | Abu Dhabi                                                              | Egitto                                                                 | 0 – 1                                                                  | Tunisia                                                                | Amichevole                                                             | -                                                                      | 59’                                                                    |
| 14-11-2012                                                             | Susa                                                                   | Tunisia                                                                | 1 – 2                                                                  | Svizzera                                                               | Amichevole                                                             | -                                                                      | 68’                                                                    |
| 30-12-2012                                                             | Sharja                                                                 | Tunisia                                                                | 2 – 1                                                                  | Iraq                                                                   | Amichevole                                                             | 1                                                                      | 83’                                                                    |
| 10-1-2013                                                              | Al Wakrah                                                              | Gabon                                                                  | 1 – 1                                                                  | Tunisia                                                                | Amichevole                                                             | -                                                                      | 72’                                                                    |
| 22-1-2013                                                              | Rustenburg                                                             | Tunisia                                                                | 1 – 0                                                                  | Algeria                                                                | Coppa d'Africa 2013 - 1º turno                                         | -                                                                      | 85’                                                                    |
| 26-1-2013                                                              | Rustenburg                                                             | Costa d'Avorio                                                         | 3 – 0                                                                  | Tunisia                                                                | Coppa d'Africa 2013 - 1º turno                                         | -                                                                      | 46’                                                                    |
| 30-1-2013                                                              | Nelspruit                                                              | Tunisia                                                                | 1 – 1                                                                  | Togo                                                                   | Coppa d'Africa 2013 - 1º turno                                         | -                                                                      | 87’                                                                    |
| 8-6-2013                                                               | Freetown                                                               | Sierra Leone                                                           | 2 – 2                                                                  | Tunisia                                                                | Qual. Mondiali 2014                                                    | 1                                                                      | 90+2’                                                                  |
| 16-6-2013                                                              | Bata                                                                   | Guinea Equatoriale                                                     | 2 – 2                                                                  | Tunisia                                                                | Qual. Mondiali 2014                                                    | -                                                                      | 44’                                                                    |
| 6-7-2013                                                               | Susa                                                                   | Tunisia                                                                | 0 – 1                                                                  | Marocco                                                                | Qual. campionato delle Nazioni Africane 2014                           | -                                                                      |                                                                        |
| 13-7-2013                                                              | Tangeri                                                                | Marocco                                                                | 0 – 0                                                                  | Tunisia                                                                | Qual. campionato delle Nazioni Africane 2014                           | -                                                                      |                                                                        |
| 13-10-2013                                                             | Radès                                                                  | Tunisia                                                                | 0 – 0                                                                  | Camerun                                                                | Qual. Mondiali 2014                                                    | -                                                                      | 46’                                                                    |
| 17-11-2013                                                             | Yaoundé                                                                | Camerun                                                                | 4 – 1                                                                  | Tunisia                                                                | Qual. Mondiali 2014                                                    | -                                                                      |                                                                        |
| 5-3-2014                                                               | Cornellà de Llobregat                                                  | Colombia                                                               | 1 – 1                                                                  | Tunisia                                                                | Amichevole                                                             | -                                                                      | 46’                                                                    |
| 7-6-2014                                                               | Bruxelles                                                              | Belgio                                                                 | 1 – 0                                                                  | Tunisia                                                                | Amichevole                                                             | -                                                                      | 77’                                                                    |
| 6-9-2014                                                               | Monastir                                                               | Tunisia                                                                | 2 – 1                                                                  | Botswana                                                               | Qual. Coppa d'Africa 2015                                              | -                                                                      | 78’                                                                    |
| 10-9-2014                                                              | Il Cairo                                                               | Egitto                                                                 | 0 – 1                                                                  | Tunisia                                                                | Qual. Coppa d'Africa 2015                                              | 1                                                                      | 81’                                                                    |
| 10-10-2014                                                             | Dakar                                                                  | Senegal                                                                | 0 – 0                                                                  | Tunisia                                                                | Qual. Coppa d'Africa 2015                                              | -                                                                      | 68’                                                                    |
| 15-10-2014                                                             | Monastir                                                               | Tunisia                                                                | 1 – 0                                                                  | Senegal                                                                | Qual. Coppa d'Africa 2015                                              | -                                                                      | 74’                                                                    |
| 14-11-2014                                                             | Gaborone                                                               | Botswana                                                               | 0 – 0                                                                  | Tunisia                                                                | Qual. Coppa d'Africa 2015                                              | -                                                                      | 80’                                                                    |
| 19-11-2014                                                             | Monastir                                                               | Tunisia                                                                | 2 – 1                                                                  | Egitto                                                                 | Qual. Coppa d'Africa 2015                                              | -                                                                      |                                                                        |
| 11-1-2015                                                              | Tunisi                                                                 | Tunisia                                                                | 1 – 1                                                                  | Algeria                                                                | Amichevole                                                             | -                                                                      | 76’                                                                    |
| 12-6-2015                                                              | Radès                                                                  | Tunisia                                                                | 8 – 1                                                                  | Gibuti                                                                 | Qual. Coppa d'Africa 2017                                              | 1                                                                      | 65’                                                                    |
| 5-9-2015                                                               | Monrovia                                                               | Liberia                                                                | 0 – 0                                                                  | Tunisia                                                                | Qual. Coppa d'Africa 2017                                              | -                                                                      | 70’                                                                    |
| 19-10-2015                                                             | Radès                                                                  | Tunisia                                                                | 1 – 0                                                                  | Libia                                                                  | Q. Campionato delle Nazioni Africane 2016                              | -                                                                      |                                                                        |
| 25-10-2015                                                             | Radès                                                                  | Tunisia                                                                | 2 – 3                                                                  | Marocco                                                                | Q. Campionato delle Nazioni Africane 2016                              | -                                                                      | 59’                                                                    |
| 13-11-2015                                                             | Nouakchott                                                             | Mauritania                                                             | 1 – 2                                                                  | Tunisia                                                                | Qual. Mondiali 2018                                                    | -                                                                      | 81’                                                                    |
| 24-3-2017                                                              | Monastir                                                               | Tunisia                                                                | 0 – 1                                                                  | Camerun                                                                | Amichevole                                                             | -                                                                      | 83’                                                                    |
| 28-3-2017                                                              | Marrakech                                                              | Marocco                                                                | 1 – 0                                                                  | Tunisia                                                                | Amichevole                                                             | -                                                                      | 60’                                                                    |
| 11-6-2017                                                              | Radès                                                                  | Tunisia                                                                | 1 – 0                                                                  | Egitto                                                                 | Qual. Coppa d'Africa 2019                                              | -                                                                      |                                                                        |
| 1-9-2017                                                               | Radès                                                                  | Tunisia                                                                | 2 – 1                                                                  | RD del Congo                                                           | Qual. Mondiali 2018                                                    | -                                                                      | 33’                                                                    |
| 5-9-2017                                                               | Kinshasa                                                               | RD del Congo                                                           | 2 – 2                                                                  | Tunisia                                                                | Qual. Mondiali 2018                                                    | -                                                                      | 78’                                                                    |
| 7-10-2017                                                              | Conakry                                                                | Guinea                                                                 | 1 – 4                                                                  | Tunisia                                                                | Qual. Mondiali 2018                                                    | -                                                                      | 59’                                                                    |
| 11-11-2017                                                             | Tunisi                                                                 | Tunisia                                                                | 0 – 0                                                                  | Libia                                                                  | Qual. Mondiali 2018                                                    | -                                                                      | 70’                                                                    |
| 23-3-2018                                                              | Tunisi                                                                 | Tunisia                                                                | 1 – 0                                                                  | Iran                                                                   | Amichevole                                                             | -                                                                      | 46’                                                                    |
| 27-3-2018                                                              | Nizza                                                                  | Tunisia                                                                | 1 – 0                                                                  | Costa Rica                                                             | Amichevole                                                             | -                                                                      | 59’                                                                    |
| 28-5-2018                                                              | Braga                                                                  | Portogallo                                                             | 2 – 2                                                                  | Tunisia                                                                | Amichevole                                                             | 1                                                                      | 47’                                                                    |
| 1-6-2018                                                               | Carouge                                                                | Tunisia                                                                | 2 – 2                                                                  | Turchia                                                                | Amichevole                                                             | -                                                                      | 76’                                                                    |
| 9-6-2018                                                               | Krasnodar                                                              | Tunisia                                                                | 0 – 1                                                                  | Spagna                                                                 | Amichevole                                                             | -                                                                      |                                                                        |
| 18-6-2018                                                              | Volgograd                                                              | Tunisia                                                                | 1 – 2                                                                  | Inghilterra                                                            | Mondiali 2018 - 1º turno                                               | -                                                                      |                                                                        |
| 23-6-2018                                                              | Mosca                                                                  | Belgio                                                                 | 5 – 2                                                                  | Tunisia                                                                | Mondiali 2018 - 1º turno                                               | -                                                                      | 41’                                                                    |
| 28-6-2018                                                              | Saransk                                                                | Panama                                                                 | 1 – 2                                                                  | Tunisia                                                                | Mondiali 2018 - 1º turno                                               | 1                                                                      |                                                                        |
| 9-9-2018                                                               | Manzini                                                                | eSwatini                                                               | 0 – 2                                                                  | Tunisia                                                                | Qual. Coppa d'Africa 2019                                              | -                                                                      | 65’                                                                    |
| 13-10-2018                                                             | Radès                                                                  | Tunisia                                                                | 1 – 0                                                                  | Niger                                                                  | Qual. Coppa d'Africa 2019                                              | -                                                                      |                                                                        |
| 16-10-2018                                                             | Niamey                                                                 | Niger                                                                  | 1 – 2                                                                  | Tunisia                                                                | Qual. Coppa d'Africa 2019                                              | -                                                                      |                                                                        |
| 16-11-2018                                                             | Alessandria d'Egitto                                                   | Egitto                                                                 | 3 – 2                                                                  | Tunisia                                                                | Qual. Coppa d'Africa 2019                                              | -                                                                      | 58’                                                                    |
| 7-6-2019                                                               | Radès                                                                  | Tunisia                                                                | 2 – 0                                                                  | Iraq                                                                   | Amichevole                                                             | -                                                                      | 81’                                                                    |
| 3-9-2021                                                               | Radès                                                                  | Tunisia                                                                | 3 – 0                                                                  | Guinea Equatoriale                                                     | Qual. Mondiali 2022                                                    | -                                                                      | 68’                                                                    |
| 7-9-2021                                                               | Ndola                                                                  | Zambia                                                                 | 0 – 2                                                                  | Tunisia                                                                | Qual. Mondiali 2022                                                    | -                                                                      | 46’                                                                    |
| 7-10-2021                                                              | Radès                                                                  | Tunisia                                                                | 3 – 0                                                                  | Mauritania                                                             | Qual. Mondiali 2022                                                    | -                                                                      | 65’                                                                    |
| 10-10-2021                                                             | Nouakchott                                                             | Mauritania                                                             | 0 – 0                                                                  | Tunisia                                                                | Qual. Mondiali 2022                                                    | -                                                                      | 88’                                                                    |
| 30-11-2021                                                             | Ar Rayyan                                                              | Tunisia                                                                | 5 – 1                                                                  | Mauritania                                                             | Coppa araba FIFA 2021 - 1º turno                                       | -                                                                      | 64’                                                                    |
| 3-12-2021                                                              | Al Khawr                                                               | Siria                                                                  | 2 – 0                                                                  | Tunisia                                                                | Coppa araba FIFA 2021 - 1º turno                                       | -                                                                      | 46’                                                                    |
| 6-12-2021                                                              | Doha                                                                   | Tunisia                                                                | 1 – 0                                                                  | Emirati Arabi Uniti                                                    | Coppa araba FIFA 2021 - 1º turno                                       | -                                                                      | 69’                                                                    |
| 10-12-2021                                                             | Ar Rayyan                                                              | Tunisia                                                                | 2 – 1                                                                  | Oman                                                                   | Coppa araba FIFA 2021 - Quarti di finale                               | -                                                                      | 83’                                                                    |
| Totale                                                                 |                                                                        | Presenze                                                               | 55                                                                     |                                                                        | Reti                                                                   | 6                                                                      |                                                                        |

## Palmarès

### Club

#### Competizioni nazionali
- Campionato tunisino: 2

Sfaxien: 2012-2013
Espérance: 2016-2017
- Coppa di Tunisia: 1

Espérance: 2015-2016

#### Competizioni internazionali
- Coppa della Confederazione CAF: 1

Sfaxien: 2013